# 塚崎直義
塚崎 直義（つかさき なおよし、1881年〈明治14年〉5月10日 - 1957年〈昭和32年〉3月26日）は日本の弁護士、また大審院判事、最高裁判所判事。日本弁護士連合会会長。

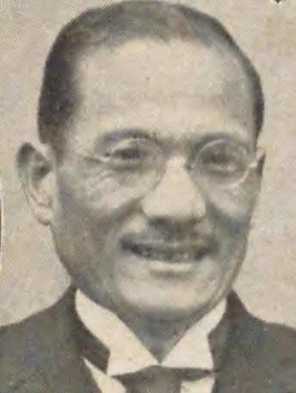
塚崎直義

## 経歴
1881年、大分県に生まれる。1903年旧制山口高等学校を卒業し、1908年（明治41年）4月、法学士として京都帝国大学法科大学を卒業。北浜銀行が設立した日本醤油醸造に秘書として入社し、副支配人に昇進して尼崎支店に勤務した。
日本醤油醸造は品質不正の発覚により株価が暴落するが、時期を同じくして1909年に弁護士となり、1910年2月、中央弁護士会で開業、同年8月には東京弁護士として登録した。日本弁護士協会にも所属した。
帝劇女優の月岡静枝の放火容疑で無罪を勝ち取り、足尾鉱毒事件争議や甘粕事件などの著名事件の弁護人をつとめた。1925年には、加藤高明首相暗殺を企てたとして殺人予備で起訴された黒龍会メンバーらの弁護人の一人であった。
1930年、東京弁護士会会長を務める。1932年に民間人と海軍軍人が共謀して内閣総理大臣犬養毅を暗殺した五・一五事件の刑事裁判所での裁判では、大日本帝国海軍側の弁護人を務めた。
1935年の新宿パス屋殺し事件では一審死刑判決の被告人の男の弁論を引き受けて無関係を立証して死刑判決を覆した。
裁判官任命諮問委員会による諮問の結果、1947年（昭和22年）8月に最高裁判所判事に就任。三淵忠彦最高裁長官が病気欠勤中の時に長官代理を務めた。
1948年（昭和23年）3月12日には最高裁大法廷の裁判長として、「死刑制度は日本国憲法で禁じられた『残虐な刑罰』には該当しない」とする判決を言い渡した。
さらに同年9月29日には、最高裁判所大法廷の裁判長（長官代理）として、生存権に関する憲法憲法25条2項について、「国家は（、国民一般に対して概括的にかかる責務を負担しこれを国政上の任務としたのであるけれども）、個々の国民に対して具体的、現実的にかかる義務を有するのではない。言い換えれば、（この規定により直接に）個々の国民は、国家に対して具体的、現実的にかかる権利を有するものではない」と判決した。
定年より3ヶ月前の1951年（昭和26年）2月に退官。
1954年（昭和29年）に日弁連会長に当選。1930年（昭和5年）と1947年（昭和22年）と過去にも2回東京弁護士会会長を務めていたため、「選挙の好きな人」と揶揄されたが、これについて塚崎は「好きで出るのではない。推されてやむなく」と述べていた。
1957年（昭和32年）3月26日に幽門閉塞のため75歳で死去。墓所は多磨霊園。

## 発言
- 1933年10月、「五・一五事件を転機として、（日本人は）建国の精神に目覚めつつある」、「満州の問題に関する国民的活躍愛国機献納、国を挙げての愛国活動、それは神州の正義の顕現」と著している[15][注釈 6]。
- 放火事件で無罪判決を得たり、死刑判決を覆し、「この人に頼むと何でも無罪になる」と言われたが、塚崎は「そんなことはない。罪のある者を無罪にはできるはずがない」と述べている[1]。

## 著述
判例
- 死刑合憲判決
- 公務員免責判決

著作
- 『改正商法及理由　判例要旨、定義学説、試験問題、準条適条対照』法文社、1911〈明治44〉年10月。
- 『元女優の保険金詐取放火事件に就て』《保険銀行時報 896号》保険銀行時報社、1918年。
- 『弁護三十年』岡倉書房、1935年。